# Vila Franca do Campo
Vila Franca do Campo je město na jižním pobřeží ostrova São Miguel, který náleží k portugalskému souostroví Azory. Žije zde zhruba 11 tisíc obyvatel.

## Historie
Město založil Gonçalo Vaz Botelho v polovině 15. století. Rychle se rozvíjelo a stalo se tak největším sídlem Azor i jejich administrativním centrem. Dne 20. října 1522 však město zasáhlo silné zemětřesení, které v troskách pohřbilo asi pět tisíc obyvatel. Administrativní roli zničeného města tehdy převzala Ponta Delgada, která se stala novým hlavním městem Azor.
Po skončení námořní bitvy, která se odehrála v roce 1582 u pobřeží ostrova São Miguel, nechali vítězní Španělé ve městě popravit několik set francouzských a portugalských zajatců.
Město začalo znovu prosperovat od 18. století, zdrojem jeho příjmů se stalo pěstování pomerančů a ananasu.

## Osobnosti

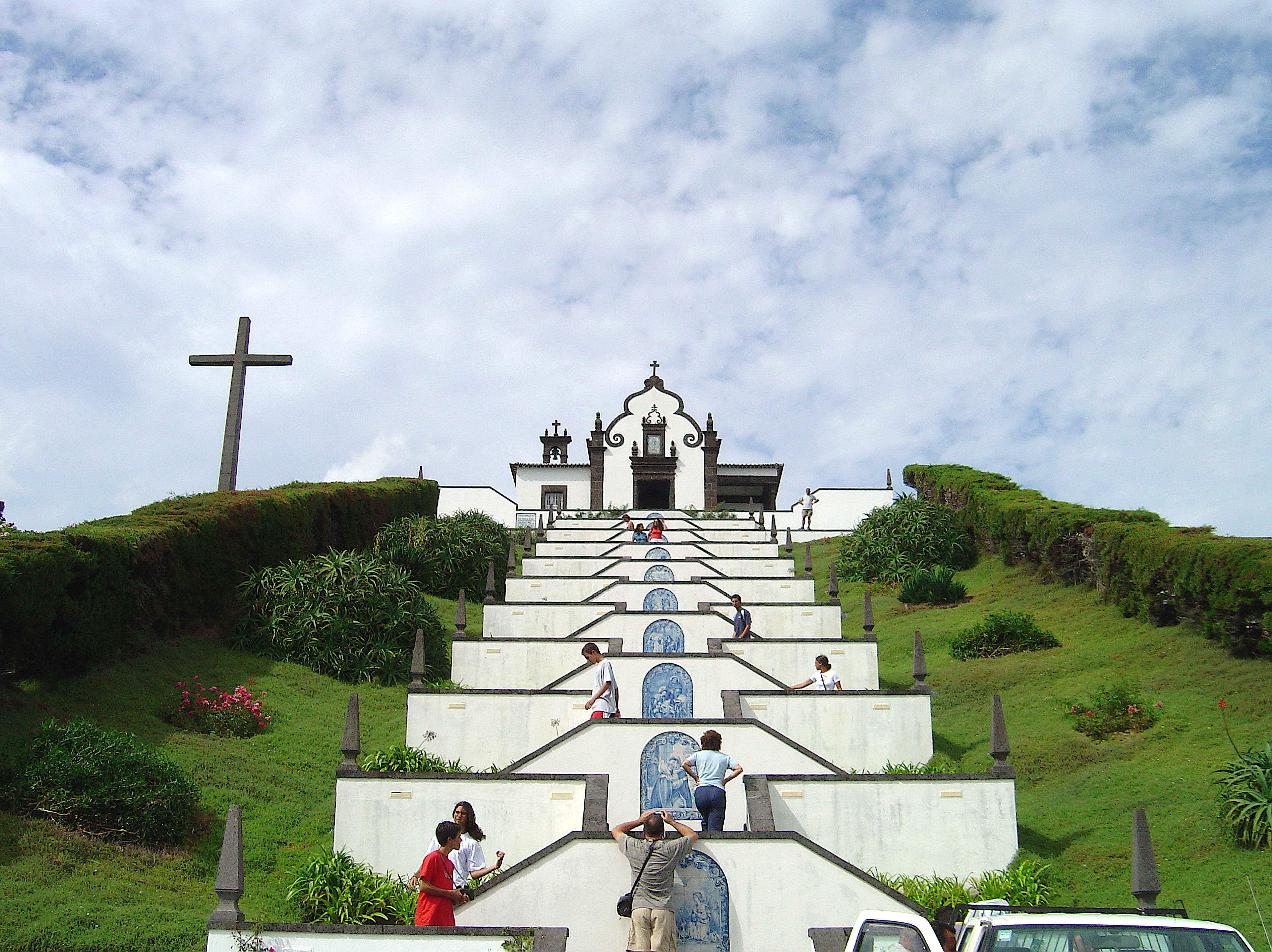
Poutní místo zasvěcené Panně Marii

- Bento de Góis (1562–1607) – jezuitský misionář a cestovatel, první Evropan, který se pozemní cestou dostal z Indie do Číny